# Trypetesa habei
Trypetesa habei is een rankpootkreeftensoort uit de familie van de Trypetesidae. De wetenschappelijke naam van de soort is voor het eerst geldig gepubliceerd in 1962 door Utinomi.